# (11332) Jameswatt
(11332) Jameswatt  es un asteroide perteneciente al cinturón de asteroides, descubierto el 15 de abril de 1996 por Eric Walter Elst desde el Observatorio La Silla, en Chile.

## Designación y nombre
Jameswatt se designó inicialmente como 1996 GO20.
Más adelante fue nombrado en honor al ingeniero e inventor escocés James Watt (1736-1819).

## Características orbitales
Jameswatt orbita a una distancia media del Sol de 2,6256 ua, pudiendo acercarse hasta 2,3178 ua y alejarse hasta 2,9333 ua. Tiene una excentricidad de 0,1172 y una inclinación orbital de 2,8736° grados. Emplea en completar una órbita alrededor del Sol 1554 días.

## Características físicas
Su magnitud absoluta es 14,1. Tiene 4,289 km de diámetro. Su albedo se estima en 0,264.